# Zikim

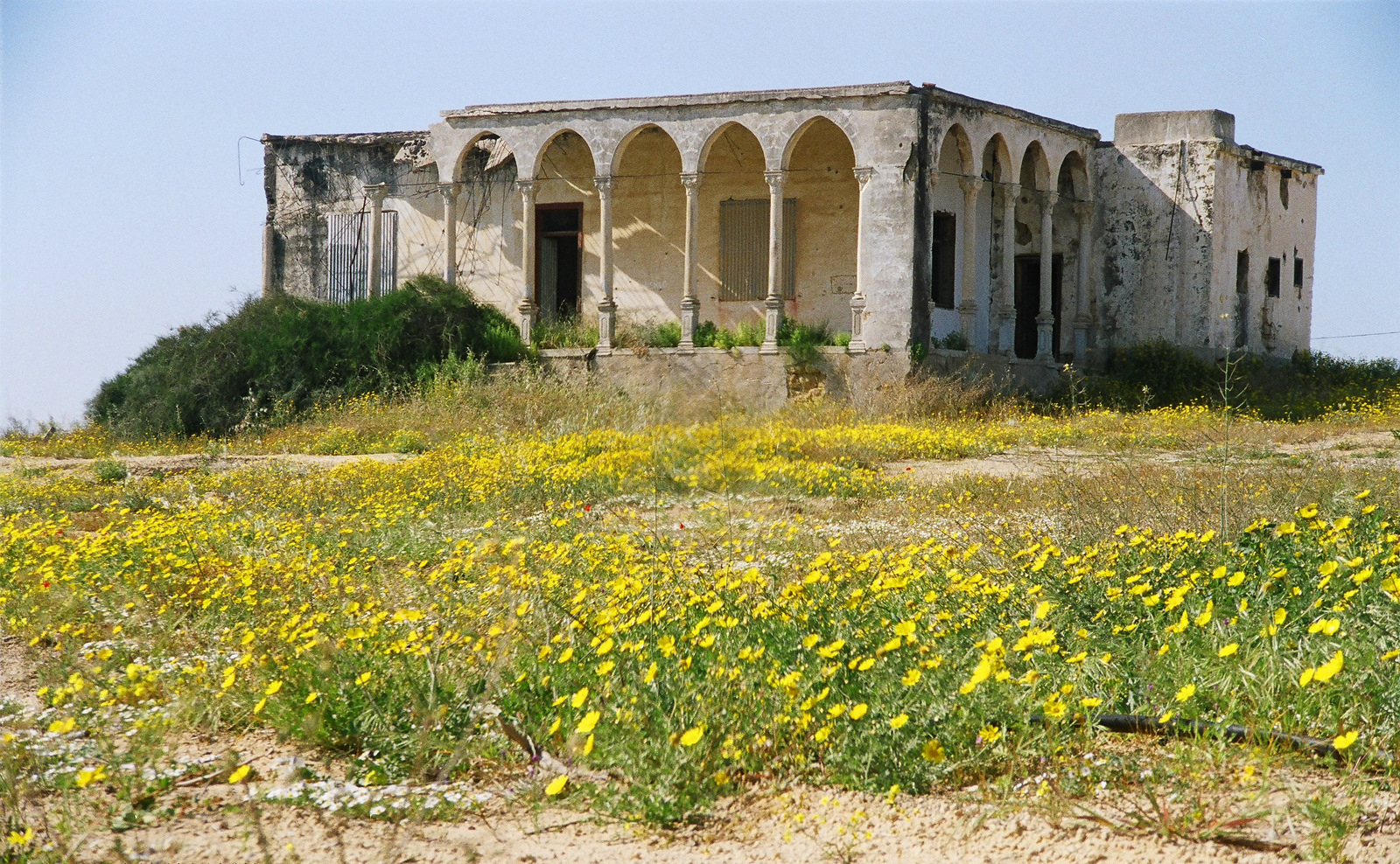
Veche casă pe dealul de deasupra kibuțului

Zikim (în ebraică זִיקִים, de la zik = scânteie) este un kibuț din sudul Israelului. Situat în nordul deșertului Negev, el se află sub jurisdicția Consiliului Regional Hof Așkelon. În anul 2016 kibuțul avea o populație de 664 locuitori.

## Istoric
Kibuțul a fost înființat în 1949, pe un teren care a aparținut satului palestinian depopulat Hiribya, de un grup de tineri evrei din România care aparțineau mișcării Hașomer Hațair înainte de sosirea lor în Palestina Mandatară, în 1947. La acea vreme coloniile evreiești din Negev erau foarte rare, iar fiecare nouă implantare era considerată o „scânteie luminoasă” (zik) în sălbăticie. Michael Har-Segor, devenit ulterior istoric israelian, este cel care a lansat acest nume în timpul încarcerării sale din România pentru activitatea din Hașomer Hațair. El a declarat că a tradus în ebraică un citat din Pușkin: „din scântei se va aprinde flacăra”.
Zikim a atras membri ai Hașomer Hațair din toată lumea, cel mai recent din America de Sud. Actorul Bob Hoskins a lucrat ca voluntar în Zikim în 1967.
În aprilie 2006, o rachetă Qassam trasă din nordul Fâșiei Gaza a lovit o fabrică de saltele din Zikim. Într-o declarație, Jihadul Islamic a revendicat atacul. O altă rachetă Qassam, lansată în noiembrie 2007 tot din nordul Gazei, a lovit un grajd de animale din Zikim, ucigând și rănind mai multe vite. În iulie 2014, cinci palestinieni înarmați au încercat să treacă în Israel traversând plaja kibuțului Zikim. Ei au fost uciși de tirurile armatei israeliene.

## Economie
Principalele plante cultivate sunt mango și avocado. Zikim operează și una din cele mai mari fabrici de produse lactate din Israel. Principalul produs industrial este poliuretanul, fabricat de întreprinderea Polyrit din kibuț.

## Locuitori notabili
- Peretz Kidron
- Bob Hoskins
- Hagai Zamir